# Delias caroli
Delias caroli is een vlindersoort uit de familie van de Pieridae (witjes), onderfamilie Pierinae.
Delias caroli werd in 1909 beschreven door Kenrick.